# Resort y Spa The Aitutaki Lagoon
El Resort y Spa The Aitutaki Lagoon (en inglés:The Aitutaki Lagoon Resort & Spa) es un complejo con bungalows situado en Aitutaki, en las Islas Cook un territorio dependiente de Nueva Zelanda. Akitua es la isla en la que se encuentra el resort, y es accesible por un ferry que transporta a la gente que quiera ir y venir de la isla principal de Aitutaki. Catriona Rowntree, la presentadora del programa de viajes australiano de Nine Network ha llamado al lugar su destino favorito. En febrero de 2005, el hotel fue evacuado en preparación para el ciclón Meena.